# انجمن آموزش کارگران
انجمن آموزش کارگران (سوئدی: Arbetarnas bildningsförbund) (ABF), بخش آموزشی جنبش کارگری سوئد است که در حال برگزاری سمینارها، کلاس‌ها و رده‌های تحصیلی در موضوعات مختلف از جمله کارگاه‌ها، زبان‌ها و موسیقی را برعهده دارد.

## تاریخچه
ABF در ۱۶ نوامبر ۱۹۱۲ توسط حزب سوسیال دموکرات سوئد و برخی از اتحادیه‌های کارگری تأسیس شد. اعضای اصلی ABF جناح چپ حزب سوسیال دموکرات هستند
ABF اکنون تقریباً در سرتاسر سوئد و عمده شهرهای آن دفتر دارد. دفتر مرکزی آن در خیابان اولاف پالمه، در نزدیکی خیابان سویواگن در استکهلم و همچنین در یوتبری است، مقر ABF نیز در ساختمان اولاف پالمه در نزدیکی مربع Järntorget است.

## جایزه موآ
جایزه موآ (سوئدی: Moa-priset) یک جایزه ادبی است که سالانه به‌طور مشترک توسط ABF و انجمن مؤسسه مارتینسون به نویسندگان برگزیده اهدا می‌شود. این جایزه ادبی از سال ۱۹۸۹ آغاز شد.